# 15898 Kharasterteam
15898 Kharasterteam è un asteroide della fascia principale. Scoperto nel 1997, presenta un'orbita caratterizzata da un semiasse maggiore pari a 2,5832631 UA e da un'eccentricità di 0,0656416, inclinata di 13,61466° rispetto all'eclittica.